# Teodard z Maastricht
Teodard z Maastricht (ur. ok. 618, zm, ok. 670) – biskup Maastricht-Liège (dzisiejsza Holandia). Teodard został zamordowany podczas wyprawy do Childeryka II, by zaprotestować przeciwko plądrowaniu jego diecezji przez szlachtę frankońską, w związku czym uważany jest za męczennika. Jego święto obchodzone jest 10 września. Teodard był wujkiem swojego następcy Lamberta z Maastricht, a zatem bratem lub szwagrem Roberta II, Kanclerza Francji.

## Źródła
Niewiele wiadomo o życiu Teodarda; jedynymi źródłami są m.in. biografia z VII wieku, prawdopodobnie napisana przez Herigera z Lobbes. Istnieje również późniejsza biografia autorstwa Anzelma z Liège.

## Życie
Uważa się, że Teodard (znany również jako „Diethardt” lub „Dodart”) był uczniem Remaklusa w klasztorze Stavelot w Belgii. Kiedy Remaklus został biskupem Tongeren-Maastricht około 653 roku, Teodard zastąpił go jako opat podwójnego klasztoru Stavelot-Malmedy. Kiedy Remaklus przeszedł na emeryturę do Stavelot w 663, Teodard zastąpił go jako biskup Maastricht. Jego biografowie opisują go jako pogodnego i sympatycznego człowieka, który z wielką energią pełnił swoją rolę biskupa i opieki duszpasterskiej. Jako biskup, w 664 przewodniczył poświęceniu opactwa św.Trudo w Sint-Truiden (Saint-Trond) św. Kwintynowi i św. Remigiuszowi.
Został zamordowany, prawdopodobnie około 670 r., podczas podróży przez las Bienwald w pobliżu Spiry, w drodze do Childeryka II, aby domagać się sprawiedliwości w sporze prawnym dotyczącym szlachty frankijskiej plądrującej diecezję Powszechnie podejrzewa się, że morderstwa dokonano w imieniu szlachty.
Początkowo pochowany na miejscu w Rülzheim, jego ciało zostało później przeniesione do Liège przez jego siostrzeńca i następcę, Lamberta z Maastricht.

## Kult
Ponieważ został zamordowany w drodze w obronie praw Kościoła, został uhonorowany tytułem męczennika.
W miejscu jego śmierci i pierwotnego pochówku w Rülzheim wybudowano kaplicę, zwaną „Dieterskirchel”. Miejsce to stało się ważnym miejscem pielgrzymek i jest jednym z najstarszych w diecezji Spiry. Cezary Baroniusz dodał jego imię do księgi Martyrologium Romanum, gdy dokonano jej rewizji pod koniec XVI wieku. Teodard jest czczony jako patron poganiaczy, handlarzy bydłem i miasta Maastricht.

### Dieterskirchel
Kaplica została zbudowana na wschodnim skraju rozległego lasu na południe od miasta Rülzheim i przyciągała pielgrzymki i procesje z Rülzheim, Rheinzabern i innych miejsc. Anzelm z Liège wspomina o kościele zbudowanym na cześć św. Teodarda w XI wieku. W XIV wieku zastąpił go większy kościół, który został później rozebrany.